# Stari Log, Kočevje
Stari Log este o localitate din comuna Kočevje, Slovenia, cu o populație de 58 de locuitori.